# 哥伦比亚
哥伦比亚共和国（西班牙語：República de Colombia），通稱哥倫比亞（西班牙語：Colombia），是一個位於南美洲西北部的国家，同時是拉丁美洲第四大國家，為南美洲國家聯盟的前成員國（2018年8月退出）。它的北部是加勒比海，东部与委内瑞拉接壤，东南方是巴西，南方是秘鲁和厄瓜多尔，西部是巴拿马和太平洋。哥伦比亚为总统制国家，共由32个省及波哥大首都特区组成。它以其文化而闻名，也是南美最大的制造中心。由于19世纪和20世纪欧洲、中东和亚太的迁徙浪潮，哥伦比亚是一个非常多元化的国家。 在1980年代和1990年代，该国经历了打击毒品贩运的战争，謀殺率與犯罪率極高，21世紀初以來該國改善了生活品質與安全，成為美洲地區的旅遊勝地。近年來備受鄰國委內瑞拉難民潮的影響，治安稍為惡化。
它是北约唯一的拉丁美洲伙伴，也是38个经合组织成员国之一 。

## 历史
古代为奇布查族等美洲原住民的居住地。西班牙探险者大约在1500年左右到达这个地区，通过战争、劳役、战利品和疾病征服当地的奇布查人。他们很快建立定居点，并於1717年发展成为包括了西班牙在南美洲西北部的所有地区的殖民地“新格拉纳达”。哥伦比亚的独立运动於1810年爆发，7月20日宣布脱离西班牙独立，最终在1819年取得胜利，1821年与现厄瓜多、委内瑞拉、巴拿马组成大哥伦比亚共和国。此时新格兰纳达改名为“大哥伦比亚共和国”（Gran Colombia），西蒙·玻利瓦尔出任總統，直至1830年。

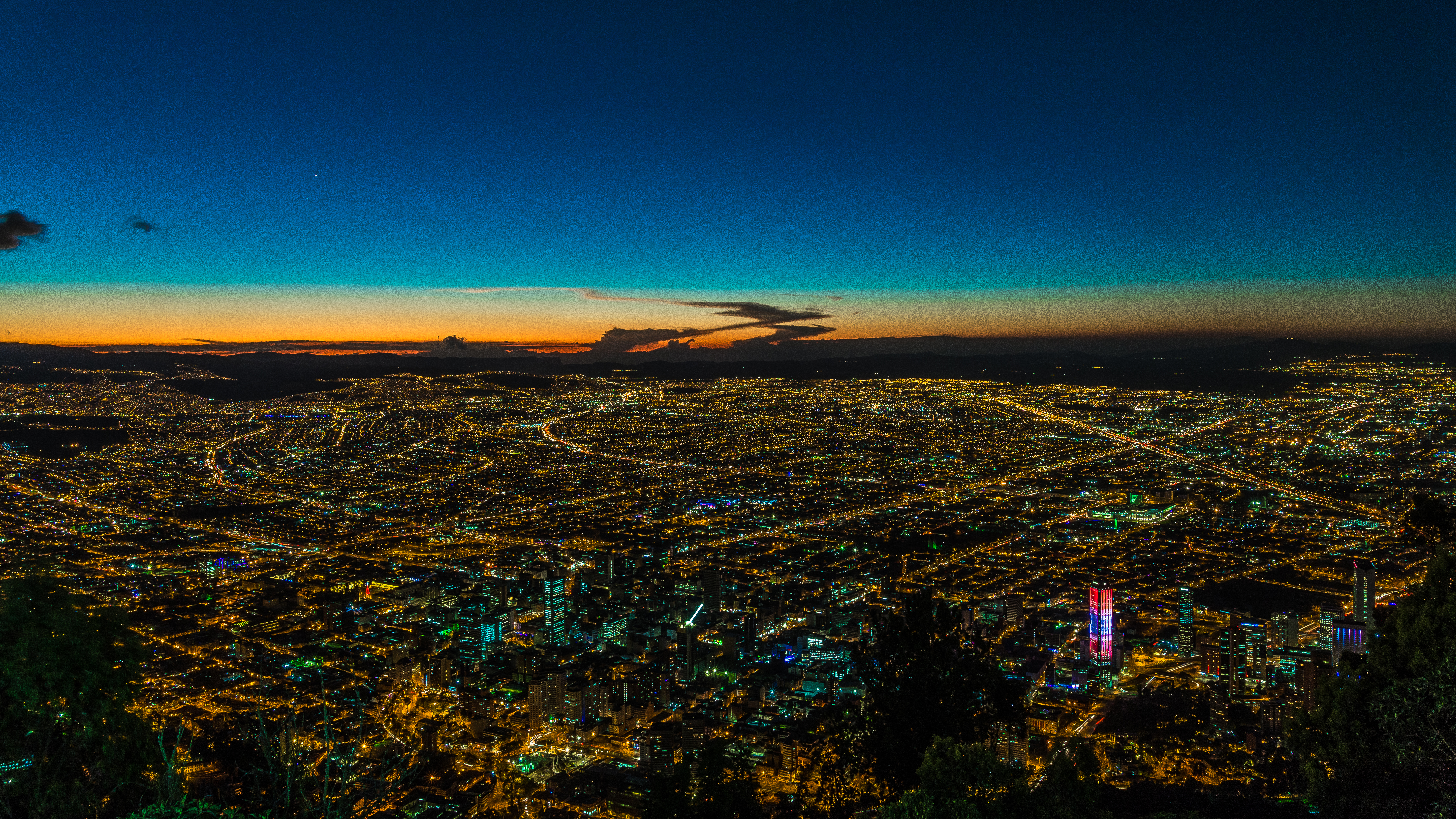
波哥大

国内政治和领土的分裂最终导致1830年委内瑞拉和厄瓜多尔脫離大哥伦比亚共和国獨立，大哥伦比亚共和国也因而解体，玻利瓦尔在失望中死去。大哥伦比亚共和國的其餘领土改名为“新格拉纳达”（Nueva Granada）。1856年改名“格兰纳达联邦”（Confederación Granadina）。1863年又改称“哥伦比亚合众国”（Estados Unidos de Colombia）。最后在1886年，名称变更為“哥伦比亚共和国”，但是境內不同政治勢力割據一方所造就的分裂局面仍然延續下去，並三不五時引发内战，1903年巴拿馬亦在美国的支持下自哥倫比亞獨立。迄今，哥伦比亚仍然受到游击队起义军（例如哥倫比亞革命武裝力量（FARC）），以及毒品贸易盛行的困扰，使国内政治、经济改革變得十分困难，也嚴重威脅公众的生命安全，影響哥倫比亞的国际关系。
独立以後至2002年，自由党和保守党轮流执政。哥倫比亞總統烏里韋2002年上台後，採取更強硬的右翼路線，FARC遭該國政府大力圍剿。事源哥伦比亚革命武装力量於1983年曾殺死烏里韋的父親，烏里韋上台後，以打擊哥伦比亚革命武装力量為首務。由於烏里韋拉近了哥倫比亞與美國的距離，美國大力資助哥倫比亞。因政府打擊力度增強，哥伦比亚革命武装力量逐漸遭到削弱。
2006年5月28日，哥伦比亚全国计票委员会公布总统选举的选票统计结果，阿尔瓦罗·乌里韦获得63%以上的选票，成功连任。
2010年，乌里韦本希望再度透過修改憲法尋求連任，但遭最高法院駁回，他並沒有像查維茲以公投推動修憲，而決定接受這樣的結果，並推薦執政黨總統候選人、前任國防部長胡安·曼努埃爾·桑托斯代表執政黨參選。同年，桑托斯作为執政中間偏右民族团结社会党的候选人参与哥伦比亚总统选举，在6月20日举行的总统选举第二轮投票中，桑托斯以高票战胜在野中間派抉擇綠黨候选人安塔纳斯·莫茨库斯，当选为新一任哥伦比亚总统。
2012年，在以古巴和挪威作為擔保國、以委內瑞拉和智利作為觀察國的斡旋框架下，哥倫比亞政府與哥倫比亞革命軍雙方開始在古巴首都哈瓦那進行和談。2016年6月23日，哥倫比亞總統胡安·曼努埃爾·桑托斯與哥倫比亞革命武装力量在哈瓦那簽訂停火協議。8月24日，哥倫比亞政府與哥倫比亞革命軍在古巴首都哈瓦那達成最終全面和平協議，協議包括停戰、農村改革、打擊販毒、被遣散的游擊隊員可參與政治、建立過渡性司法機構等內容，但和平協議內容的合法性最終由全民公投決定。然而，哥倫比亞前總統烏里韋認為，最初的和平協議向反政府武裝妥協過多、對受害者不公，呼籲民眾投反對票，並要求進一步修改協議內容。與先前民調結果大相逕庭，10月2日舉行的公投結果為支持率49.77%，反對率50.22%，協議意外遭到否決。11月24日哥倫比亞總統胡安·曼努埃爾·桑托斯與哥倫比亞革命軍領導人羅德里格·隆多尼奧在波哥大的科隆劇院簽署了一份經過修改的新版和平協議。這次，新的協議得到國會的核准，不需再進行全民表決。
2017年6月27日，哥倫比亞革命軍不再是武裝團體，同年9月1日，正式改組為「共同替代革命力量」，並於次日向官方註冊為合法政黨。惟第二大游擊組織「民族解放陣線」(ELN)未放棄攻擊哥國官方機構、綁架人質等抗爭行動，甚以汽車炸彈進行恐怖攻擊。
2018年8月政府為消弭境內仍熾的販毒及走私問題，對游擊隊改採嚴厲打擊態度，零星衝突再起。且近年委內瑞拉難民潮造成拉美各國人道危機議題，最大收容國哥國境內現有約180萬委國難民，造成社會負擔與治安問題。另哥國貧富懸殊特性，亦時引發工會聯合學運發起罷工抗議活動。
2021年4月28日因反對政府稅賦改革法案由工會及學生團體等發起之全國大罷工及暴力抗爭延燒至6月中旬暫歇，除警民傷亡及公共設施嚴重破壞外，亦造成近16兆哥幣的社會財損，整體經濟農工商活動需要4個月的時間修復，哥國社會持續面對長期結構性失業及貧窮的嚴峻課題。

## 地理
安第斯山脉纵贯西部，山谷相间，沿海是狭窄平原，西北一带为马格达莱纳河下游冲积平原；东部为亚马孙河与奥里诺科河上游支流冲积平原，占全国面积的三分之二。
赤道横贯南部，平原南部和西岸沿海为热带雨林气候，向北过渡为热带草原气候和乾燥草原气候。

### 生態與氣候

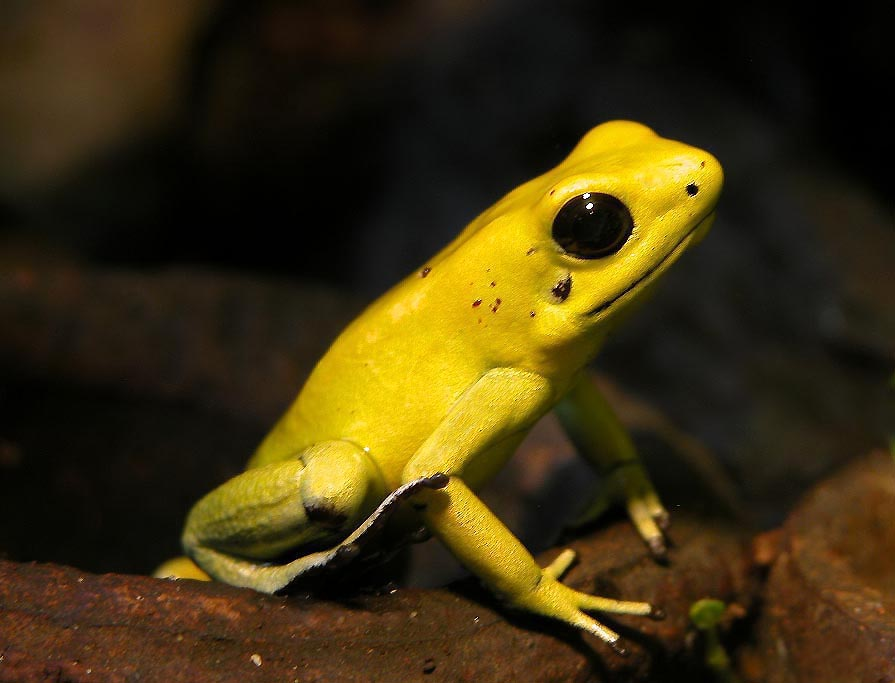
哥倫比亞特有種——金色箭毒蛙

哥倫比亞屬於生物地理分布区中的新熱帶界，為世界上由17個國家組成的「超级生物多样性国家同盟」成員國，境內擁有極為豐富的生物資源。儘管哥倫比亞的領土面積僅佔全世界的0.7％，卻有超過54,649種動物和維管束植物，是全球生物多樣性第二豐富的國家，僅次於領土比哥倫比亞大七倍的巴西。哥倫比亞境內至少有442種哺乳類動物（世界排行第六名）、1,821種鳥（世界排行第一名，包括國鳥安地斯神鷹）、518種爬行動物（世界排行第七名）、714種兩棲動物（世界排行第二名）、2000種海洋魚類、世界第二多樣化的淡水魚種類、250萬種鞘翅目昆蟲（世界第二），還存在359種瀕臨滅絕的動物（2014年數據）、30萬種無脊椎動物。哥倫比亞的維管束植物有51,220種，排名世界第二，蘭科植物的種類更是世界第一。
哥倫比亞南部低地和西部海拔1000至1500公尺的山坡，覆蓋茂密的熱帶雨林，包括棕櫚植物和多種富有經濟價值的植物，例如：用來提取橡膠、珍貴的紅木和藥用植物。北部和東部地區低地較為乾燥，有著大片的落葉樹木，在海拔1500至2800公尺的山坡則覆蓋熱帶植物，以竹子、樹狀的蕨類最多。海拔2800公尺以上的地區則有常綠的麻櫟屬、古南科灌木叢和矮生竹的叢林。3500公尺以上地區還有禾本科、樹狀菊和苔蘚植物。加勒比海沿海低地有生長茂密蘆葦的沼澤，海岸則有紅樹科叢林。總計有32個陸地生物群落和314種類型的生態系統，其中一個是僅存在厄瓜多、哥倫比亞和委内瑞拉境內安地斯山上的特殊「帕拉莫」生態系，哥倫比亞佔了其中最大的比例，約50％。
目前哥倫比亞境內有12個州級自然保護區、38個國家公園，佔全國面積9％，但每年全國約有280000公頃的森林被砍伐，也有16個州進行非法採礦，對國家生態保育，已經造成嚴重的破壞。

## 行政区划
哥伦比亚全国劃分为32个省和1个波哥大首都区。所有省份的列表如下，粉色区域為波哥大首都区，括号内是省府所在地：
- 1.亚马孙省（莱蒂西亚）
- 2.安蒂奥基亚省（麦德林）
- 3.阿劳卡省（阿劳卡）
- 4.大西洋省（巴兰基亚）
- 5.玻利瓦尔省（卡塔赫纳）
- 6.博亚卡省（通哈）
- 7.卡尔达斯省（马尼萨莱斯）
- 8.卡克塔省（弗洛伦西亚）
- 9.卡萨纳雷省（约帕尔）
- 10.考卡省（波帕扬）
- 11.塞萨尔省（巴耶杜帕尔）
- 12.乔科省（基布多）
- 13.科尔多瓦省（蒙特里亚）
- 14.昆迪纳马卡省（波哥大）
- 15.瓜伊尼亚省（伊尼里达）
- 16.瓜维亚雷省（圣何塞）
- 17.乌伊拉省 (哥倫比亞)（内瓦）
- 18.瓜希拉省（里奥阿查）
- 19.马格达莱纳省（圣玛尔塔）
- 20.梅塔省（比亚维森西奥）
- 21.纳里尼奥省（帕斯托）
- 22.北桑坦德省（库库塔）
- 23.普图马约省（莫科阿）
- 24.金迪奥省（亚美尼亚城）
- 25.里萨拉尔达省（佩雷拉）
- 26.圣安德列斯-普罗维登西亚省（圣安德列斯）
- 27.桑坦德省（布卡拉曼加）
- 28.苏克雷省（辛塞莱霍）
- 29.托利马省（伊瓦格）
- 30.考卡山谷省（卡利）
- 31.沃佩斯省（米图）
- 32.比查达省（卡雷尼奥港）

## 政治
哥伦比亚政治是在一个由总统代议民主制共和国的框架内进行的，在这个框架内，哥伦比亚总统既是国家元首也是政府首脑，实行多党制。行政权由政府行使。哥伦比亚政府和国会两院、参议院和众议院均享有立法权。司法机构独立于行政机构和立法机构。经济学人信息社在2016年将哥伦比亚评为“部分民主”的国家。

## 人口

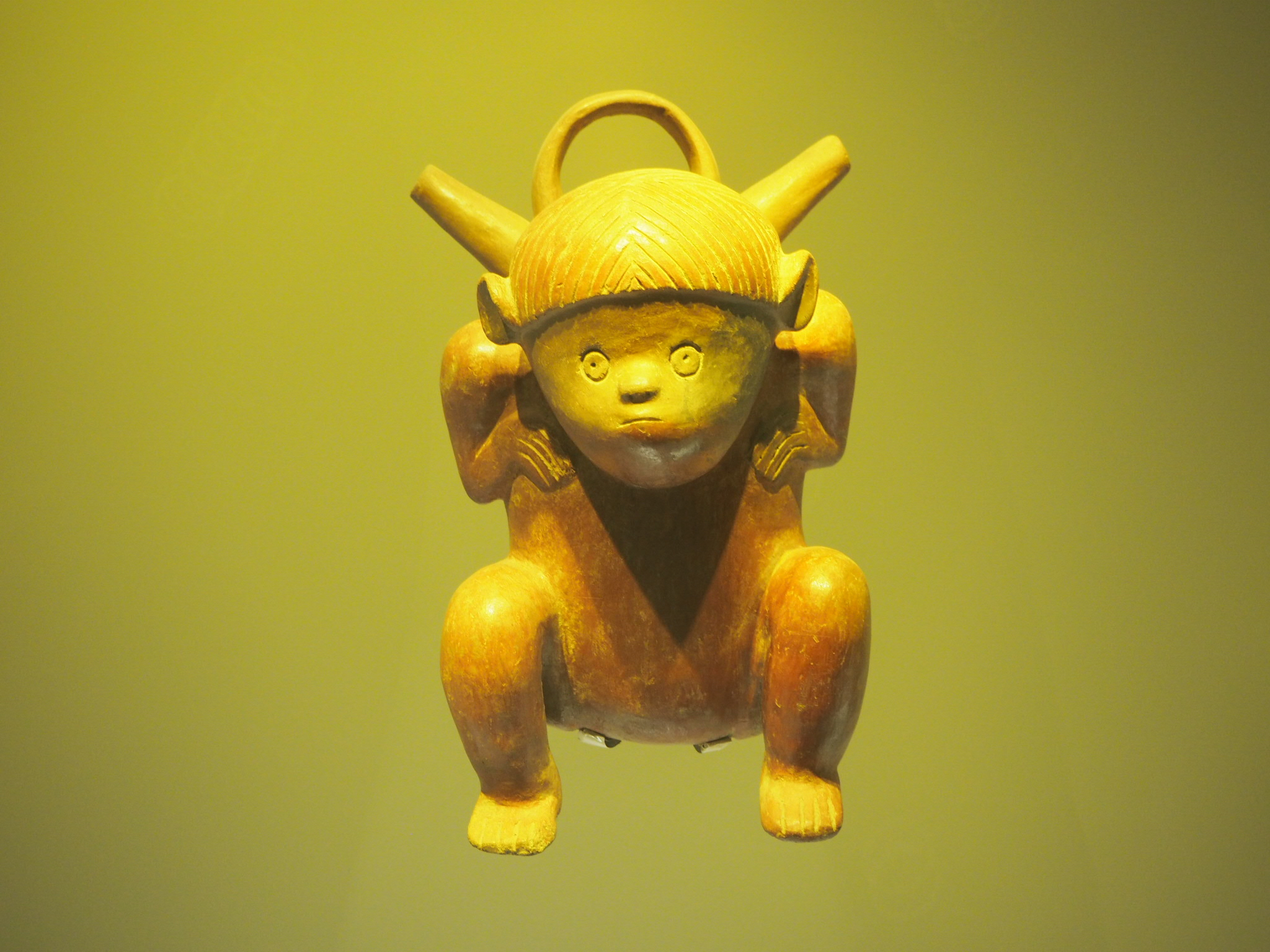
哥伦比亚美洲原住民的雕塑

哥倫比亞主要是西班牙、美洲原住民和非洲定居者的混合體，但歐洲、阿拉伯、猶太和東亞移民在 18 世紀和 19 世紀抵達該國。這個國家是世界上最多樣化的國家之一。麥士蒂索人（45%）、白人（42%）、黑白混血儿（5%）、美洲原住民 (4%)、黑人（2%）和其他(2%)。
哥伦比亚是拉丁美洲人口第三大国，在巴西和墨西哥之後。农村人口大量涌向城市。城市人口比例从1951年的57%上升到1994年的74%。30个城市的人口超过100,000。东部9个低地省份占哥伦比亚面积的54%，但是只有不到3%的人口，人口密度低于1人／平方千米。

## 軍事

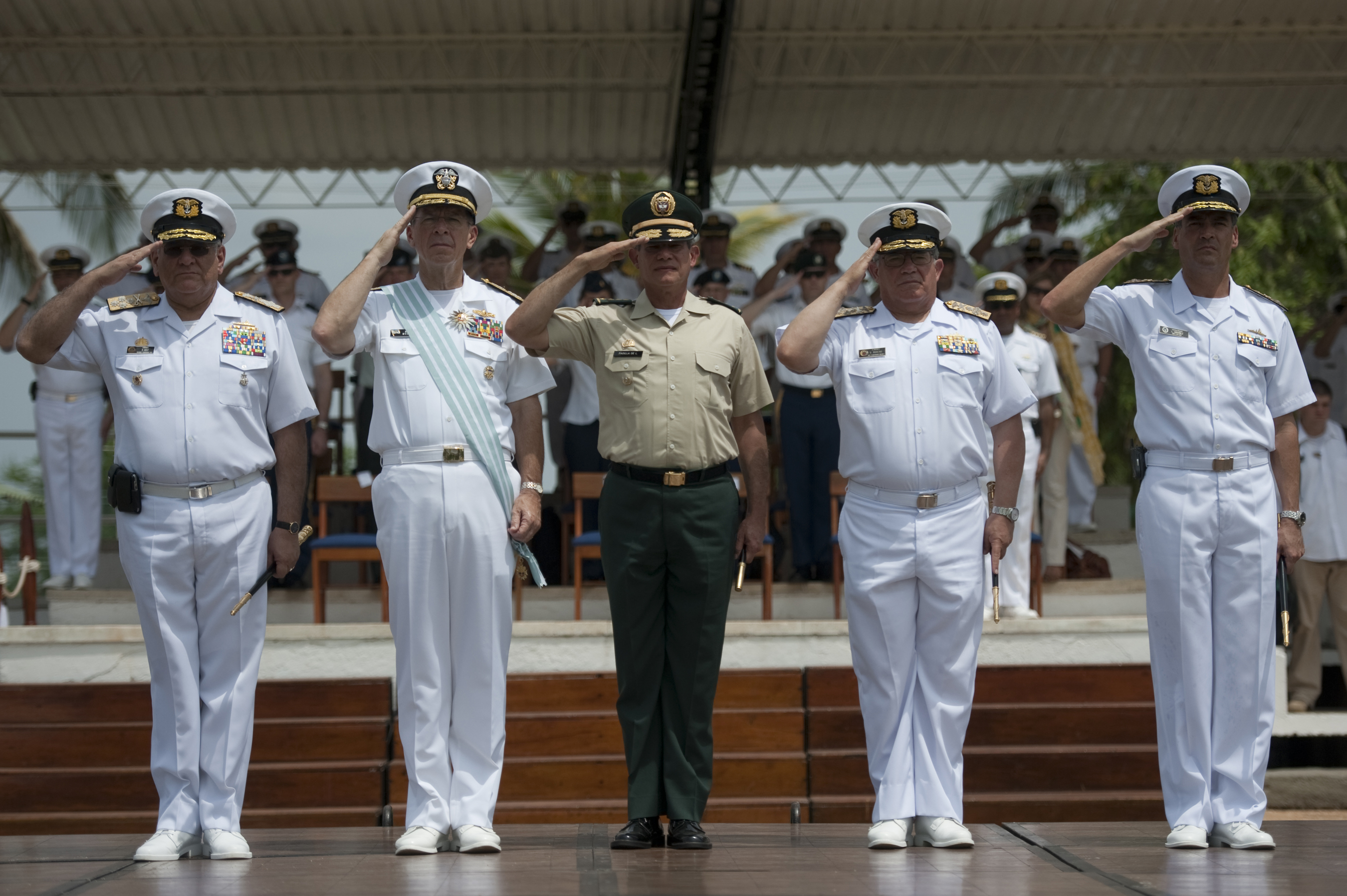
哥倫比亞軍是拉丁美洲國家中交戰時間最長的一支軍隊，對抗國內各種動亂、武裝販毒團體和左翼游擊隊已長達50餘年，有相當豐富的作戰經驗

哥倫比亞是拉丁美洲的軍事大國，擁有當地規模最大的軍事力量，現役部隊為445,000人，位居世界第11位，軍費為121.45億美金，在拉美國家中，僅次於巴西。哥倫比亞的國家武裝力量根據其憲法第216條，由正規軍的陸軍、海軍、空軍和準軍事部隊的「國民警察」組成。共和國總統為國家武裝力量的最高統帥，擁有可以直接行使的指揮權和領導權。國家最高軍事行政機關為國防部，直接負責陸海空三軍和國民警察的領導和管理，最高負責人是由總統直接任命的國防部長，最高軍事指揮機構則為「武裝部隊總司令部」，直接行使對三軍的指揮權，下設有聯合參謀部，由三軍各參謀長組成。
哥倫比亞採用義務兵役制，每位年滿18歲的男性都要服役，陸軍和空軍為18個月、海軍為24個月、國民警察為12個月。

## 经济

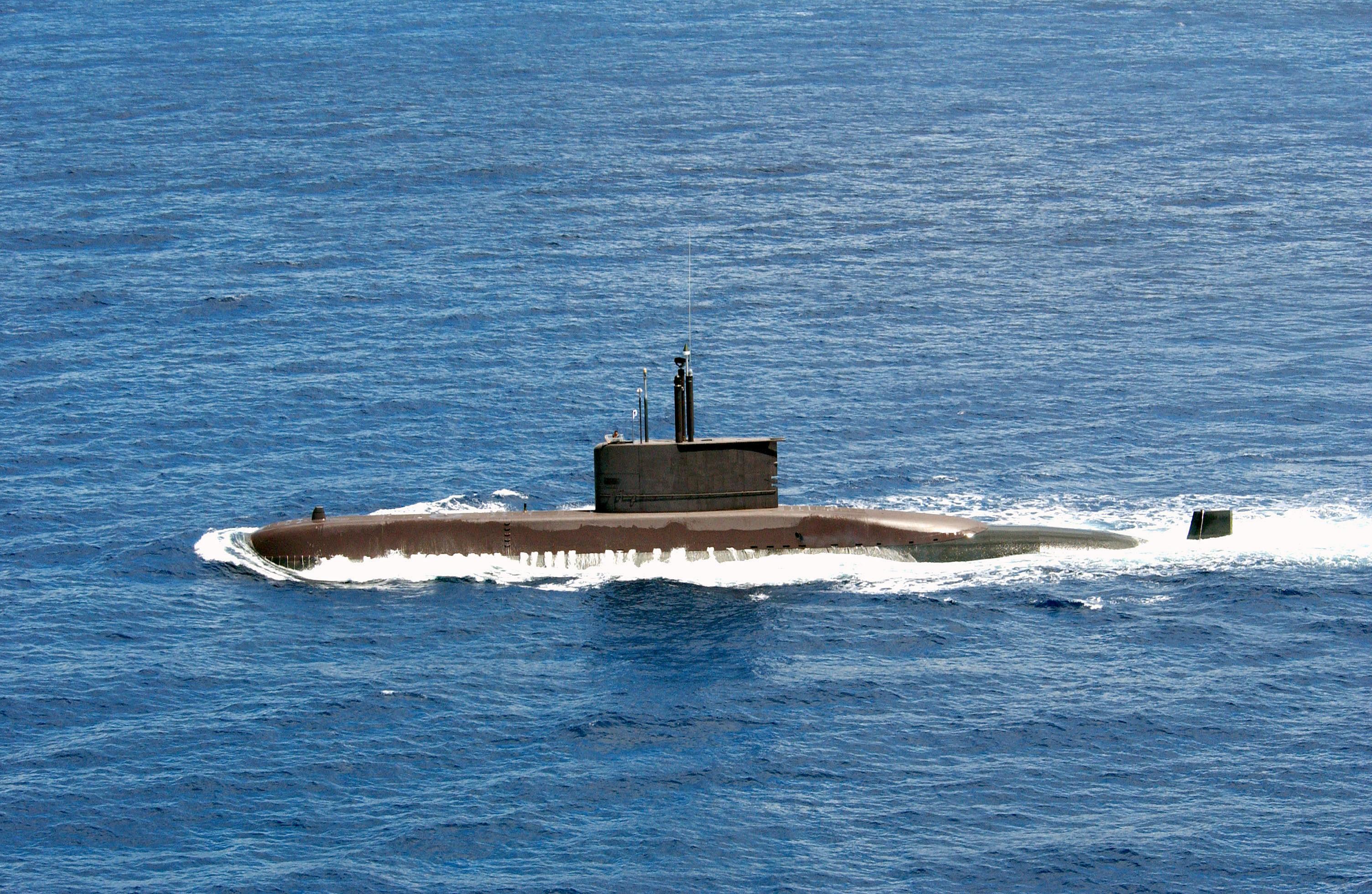
哥國向德國購買的209型潛艇

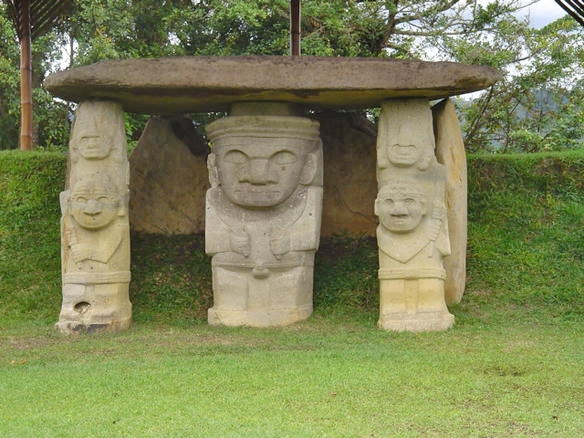
聯合國世界文化遺產—聖阿古斯丁考古公園中的雕像

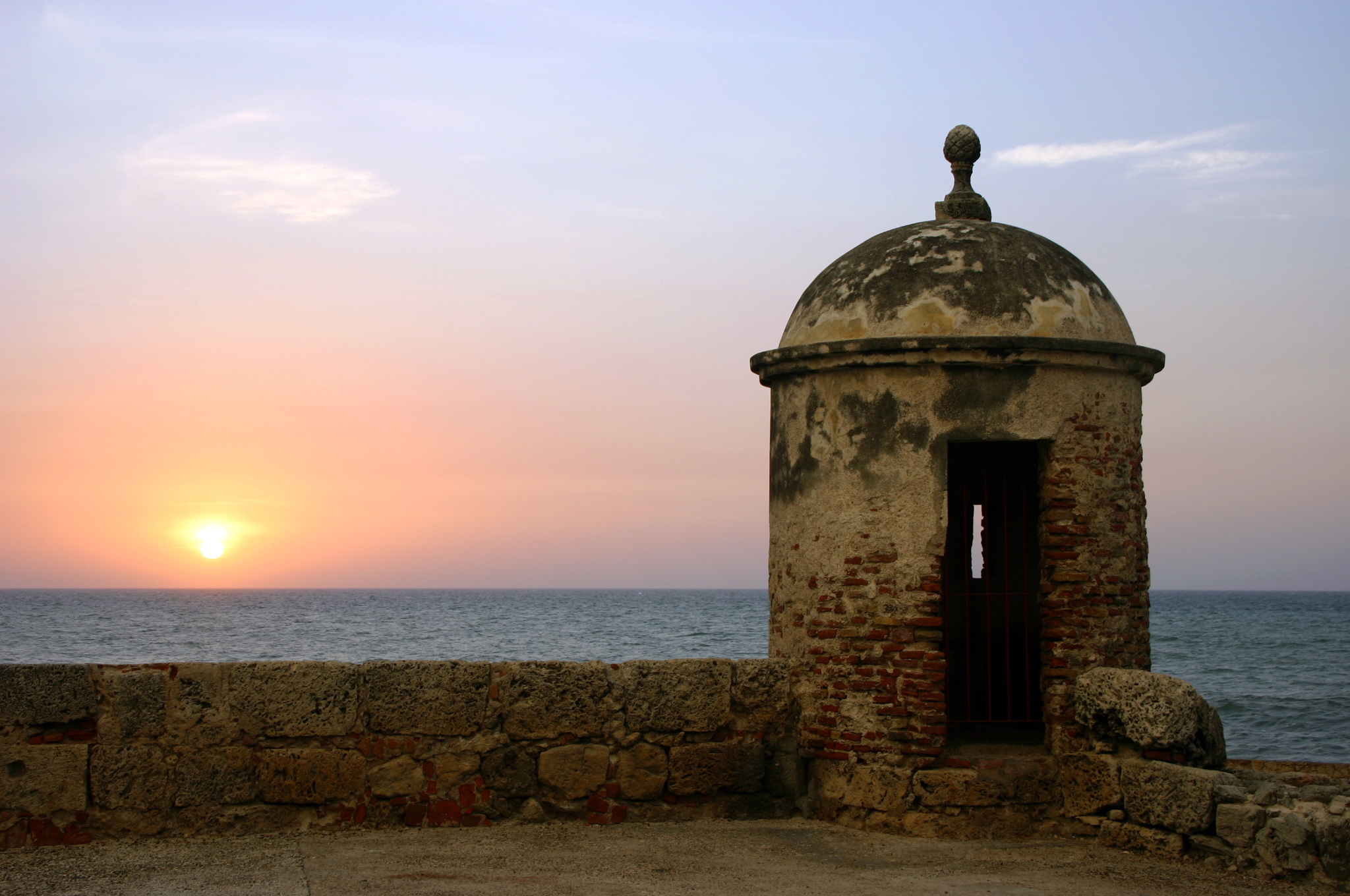
哥伦比亚卡塔赫纳的夕阳

哥伦比亚的经济長期以來受到国内需求短少、政府预算減少，以及社會、政治秩序不穩定等因素的影響。現今，哥倫比亞政府推動养老金改革，以及各種减少失业率的政策，因應當前各種挑戰。哥伦比亚的两大出口产业：石油和咖啡前景不明朗，咖啡的收獲量與價格，前景並不樂觀，石油則日益減產，需要持續探勘、開發新的油田。

## 文化
哥倫比亞擁有全年自成一個體系的節慶活動，例如已經列入「人類非物質文化遺產代表作名錄」的巴蘭基亞嘉年華等。此外，哥倫比亞也有豐富的舞蹈文化，例如倫巴、萨尔萨舞等。哥倫比亞較為被華人所知的名人有：諾貝爾獎得主加夫列尔·加西亚·马尔克斯，艺术家费尔南多·博特罗，以及格萊美獎得主、全球樂壇天后夏奇拉。

## 体育
足球为哥伦比亚第一运动，并培育出胡安·巴勃罗·安赫尔，卡洛斯·巴尔德拉马，伊万·科尔多瓦，马里奥·阿尔伯托·耶佩斯·迪亚斯，拉达梅尔·法尔考，哈梅斯·罗德里格斯等球星。1962年世界杯第一次入围决赛周，共六次入围世界杯决赛周。在美洲国家杯方面，更多次杀入八强，并夺得2001年美洲杯冠军，成为南美继巴西，阿根廷，乌拉圭后的列强之一。

## 其他
- 哥伦比亚通讯
- 哥伦比亚交通
- 哥伦比亚军事
- 哥伦比亚外交
- 哥伦比亚教育